# Flessinga
Flessinga (Vlissingen  in olandese) è una municipalità dei Paesi Bassi che conta 44 608 abitanti (2010) situata nella provincia della Zelanda, sull'isola di Walcheren.

## Storia
In passato un notevole porto, a guardia dell'ingresso nel fiume Schelda, verso le importanti stazioni commerciali di Anversa e Gand.
La città è nota anche come Flessingue in francese e Flushing in inglese.